# Костёл Святого Казимира (Застадолье)
Костёл Святого Казимира — кирпичный костёл в селе Застадолье Сенненского района Витебской области. После передачи РПЦ - православная церковь в честь Святой Троицы.

## Архитектура
Здание ориентировано с востока на запад. Фасад украшен четырьмя тосканскими колоннами. Треугольный каменный фронтон не сохранился до нашего времени, и заменён деревянным. Каменный фронтон имел большое круглое окно под коньком крыши, а над коньком возвышалась фигурная каменная башенка с крестом.
Центральный массив фасада разделен на три равные части тосканскими колоннами с капителями, поддерживающими широкую балку. Части фасада между колоннами имеют фигурный, полукруглый, вогнутый внизу свод. Эти своды играли роль помещения для статуй, скульптурных фигур святых, которые там размещались. Сами скульптуры не сохранились.